# Altavilla
Gli Altavilla (in francese Hauteville) sono stati una delle più importanti famiglie di origine normanna, protagonisti delle vicende storiche della Sicilia, dell'Italia meridionale e degli Stati Crociati.
Discendenti dal piccolo nobile Tancredi, signore di Hauteville-la-Guichard in Cotentin, nella seconda metà dell'XI secolo unificarono gran parte dell'Italia meridionale sotto la sovranità del Ducato di Puglia e Calabria il cui capostipite fu Roberto il Guiscardo, e strapparono la Sicilia (unitamente a Malta) al dominio musulmano, costituendo la Contea di Sicilia fondata dal Gran Conte Ruggero I il Bosso.
Con Ruggero II di Sicilia il Ducato e la Contea furono integrati nel Regno di Sicilia, con capitale a Palermo. Il primo Re di Sicilia completò l'unificazione dell'Italia meridionale ottenendo la sovranità sul Principato di Capua, il Ducato di Napoli e la Contea dei Marsi, ed espanse i domini degli Altavilla anche a Corfù ed all'Africa settentrionale. Sotto gli Altavilla la corte di Palermo divenne nota come la più ricca e culturalmente sofisticata d'Europa. La dinastia, quanto al ramo regnante, si estinse nella legittima discendenza imperiale Hohenstaufen nel 1198, anno della morte dell'Imperatrice Costanza, moglie di Enrico VI di Svevia e madre di Federico II.
Due membri della famiglia Altavilla, Boemondo di Taranto e suo nipote Tancredi, furono tra i capi della Prima crociata, nonché i fondatori dei principati di Antiochia e Galilea.

## Storia

### Origini

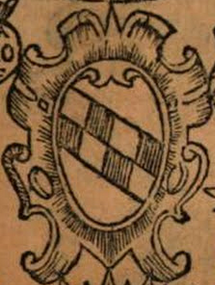
Stemma della Casa d'Altavilla (dettaglio da una delle tavole dell'Historia della Città e Regno di Napoli di Giovanni Antonio Summonte): diversamente dalla descrizione dell'arme fornita dal Summonte, la banda scaccata di questa riproduzione è composta di quattro e non di cinque tessere per ciascuno dei due smalti.

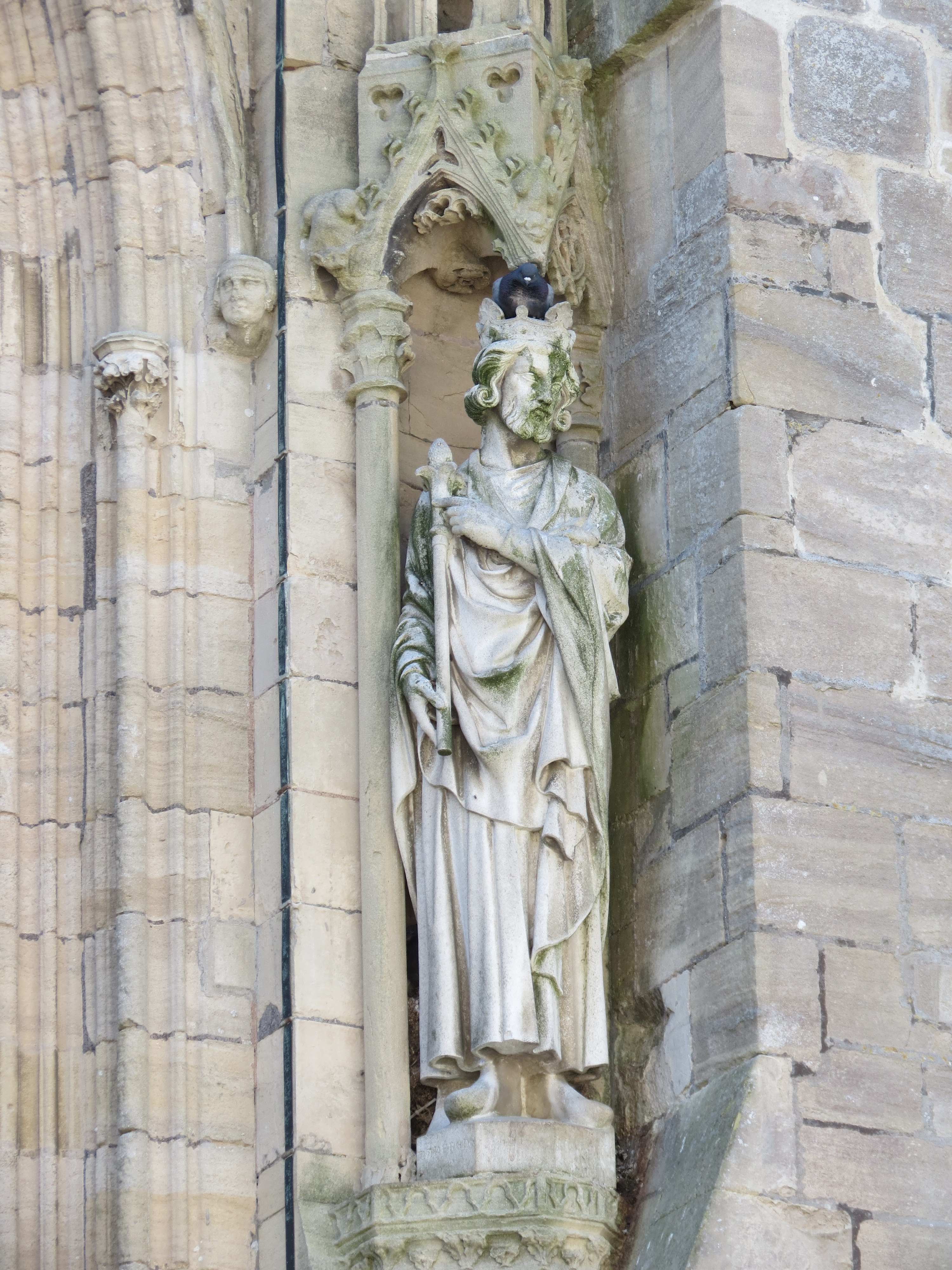
Statua di Tancredi d'Altavilla all'esterno della Cattedrale di Coutances

Gli Altavilla sono stati una delle famiglie più importanti e influenti del popolo dei Normanni. L’antenato della famiglia è Hialtt (898-940), jarl vichingo di Norvegia, fedele di Rollone, che ricevette un dominio. Questo Hialtt ebbe un figlio sconosciuto, padre di Tancredi d’Altavilla, conte di Hauteville nel Cotentin, membro della guardia di Riccardo II di Normandia, che avrebbe salvato durante una battuta di caccia e per questo avrebbe ricevuto come ricompensa un comando nell’oste del duca. Tancredi si sposò due volte. Dopo il 1010, sposò Murielle, figlia illegittima di Riccardo I di Normandia, benefattrice della cattedrale di Coutances, con la quale ebbe Guglielmo Braccio di Ferro, conte di Puglia dal 1042 al 1046. Guglielmo e i suoi fratelli  Drogone e Umfredo accettarono le offerte di Rainolfo († 1049), un normanno stabilitosi nel feudo di Aversa, nell’Italia meridionale, e si misero al suo servizio. La dinastia reale è stata originata proprio da Tancredi conte di Hauteville (oggi Hauteville-la-Guichard) in Normandia (IX secolo), i cui figli Roberto il Guiscardo e suo fratello Ruggero I d'Altavilla intrapresero nel 1061 la conquista dell'Italia meridionale, fino a quel momento in gran parte in mano ai Bizantini (Basilicata, Calabria e Puglia), longobardi (Campania) e arabi (Sicilia), mentre in una fase successiva si perfezionò l'unificazione politica.

### Inizi nel Mediterraneo
Dei dodici figli di Tancredi d'Altavilla, almeno otto si distinsero progressivamente nel Mediterraneo a partire dagli anni 1030. I più illustri furono:
- Guglielmo, un colosso presto soprannominato Braccio di Ferro dopo aver sconfitto in duello l'emiro musulmano di Siracusa a Troina[7]. Dopo numerose battaglie in Puglia, nel 1043, i Normanni lo elessero loro capo. Guaimario IV di Salerno gli concesse le terre bizantine conquistate o da conquistare e, nel 1042, gli diede in sposa una delle sue nipoti, Guida di Salerno. Guglielmo si attribuì Ascoli, mentre suo fratello Drogone ottenne Venosa.
- Drogone, che arrivò nell'Italia meridionale intorno al 1035 insieme al fratello Guglielmo.
- Umfredo, che giunse nell'Italia meridionale intorno al 1044.
- Roberto, detto il Guiscardo, un soprannome normanno ricevuto quando conduceva una vita da bandito in Calabria. Arrivò nell'Italia meridionale poco dopo la morte del fratello maggiore Guglielmo, avvenuta nel 1046.
- Ruggero, detto il Bosso, il più giovane dei figli di Tancredi, giunse nell'Italia meridionale intorno al 1057.

### Conquista della Sicilia

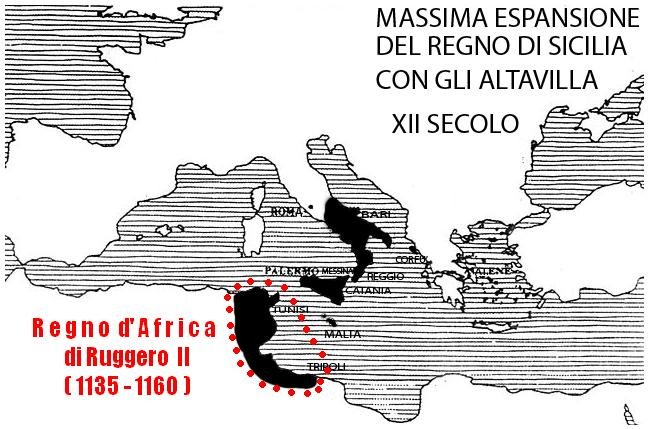
Ruggero II Altavilla fondò il Regno normanno d'Africa, che voleva unire al suo Regno di Sicilia, ma la morte nel 1154 glielo impedì.

Questi figli, i più noti di Tancredi, pongono progressivamente, a partire dall’anno 1042, le basi del futuro regno normanno-siciliano, intervenendo inizialmente nelle questioni di un’Italia meridionale in pieno disordine. Approfittano delle guerre intestine e delle divisioni che indeboliscono sempre di più i detentori del potere locale, in particolare gli Arabi, i Bizantini e i Longobardi. In questo contesto, gli Altavilla diventano sempre più potenti e influenti, distinguendosi dagli altri capi normanni.
I fratelli Altavilla, inizialmente al servizio come semplici mercenari tanto dei Longobardi quanto dei Bizantini, iniziano nel 1042 la conquista della Puglia. Successivamente tocca alla Calabria, da cui scacciano i Bizantini nel 1060, e al sud della Puglia, dove li sconfiggono nuovamente nel 1071 con la presa di Bari. Mentre la Sicilia è sotto dominio musulmano da circa due secoli, gli Altavilla ristabiliscono una dinastia cristiana. Così, Roberto il Guiscardo conclude nel 1059 un’alleanza con il papato. Lui e i suoi fratelli comprendono rapidamente l’importanza e l’influenza della Chiesa, e gli Altavilla, insieme ai loro guerrieri e cavalieri normanni, servono la Chiesa, che a sua volta li aiuta a consolidare il loro crescente dominio e a legittimare le loro conquiste di fronte all’Impero bizantino e al Sacro Romano Impero.
Nel 1061, il più giovane degli Altavilla, Ruggero I di Sicilia, si lancia, in nome del papa, nella lunga e ardua conquista della Sicilia musulmana. Furono conquistate inizialmente soltanto Messina e le località dell'entroterra catanese della Valle del Simeto. Nel 1062 Ruggero fu proclamato da suo fratello Roberto primo conte di Sicilia, ma la definitiva affermazione dei Normanni sugli Arabi avvenne nel 1091 o nel 1093, con la presa di Noto, molti anni dopo le conquiste delle città di Catania e Palermo del 1072 e di altri territori dell'isola.
L'unificazione fu conclusa nel 1130 da Ruggero II, terzo granconte di Sicilia e quarto duca di Puglia e Calabria della stirpe, che unì al proprio dominio tutti i feudi normanni nel Mezzogiorno (Principato di Capua, Ducato di Napoli, Contea dei Marsi etc.) costituendo il Regno di Sicilia. Un Regno che si estendeva a Corfù, Malta, Gozo (strappate agli arabi nel 1091) e a tutta la costa dell'Africa settentrionale, compreso l'entroterra tra Annaba e Tripoli.
Inizialmente nemici ma successivamente alleati del Papa, Boemondo I, Ruggero II e Guglielmo II d'Altavilla furono fra i capi delle prime tre crociate. Boemondo I – figlio di Roberto il Guiscardo, primo Duca di Puglia e Calabria – protagonista della prima Crociata, si impadronì del Principato d'Antiochia. Tancredi – cugino di Boemondo II – segnalatosi alla presa di Nicea, Antiochia e Gerusalemme, ebbe in feudo il Principato di Galilea e Tiberiade ed il Tasso lo celebrò nella Gerusalemme liberata.

### Estinzione

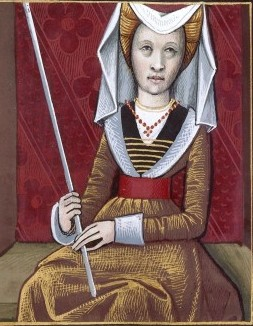
La regina e imperatrice Costanza d'Altavilla

La potenza degli Altavilla (così come la potenza normanna nel Mediterraneo) inizia a declinare dopo la metà del XII secolo. L’ultimo re legittimo degli Altavilla, il re Guglielmo II di Sicilia, muore senza eredi maschi nel 1189.
Ultima del ramo regnante degli Altavilla fu Costanza (1154-1198) – figlia postuma di Ruggero II, Re di Sicilia – che sposò Enrico VI, Re di Germania ed Imperatore ed ottenne la successione al Regno di Sicilia. Morto Enrico, regnò in nome del figlio Federico II, poi Re di Sicilia, di Germania ed Imperatore.
Altre famiglie normanne giunsero in Sicilia al seguito degli Altavilla, e in particolare al seguito di Ruggero I in occasione della conquista dell'isola. Tra le famiglie normanne più importanti vicine a Ruggero I, ai cui membri furono assegnati feudi nelle vicinanze delle proprietà del sovrano nei pressi di Mileto e nella Sicilia orientale e centrale, troviamo i De Luci, i Mortain, i Culchebret e gli Avenel, o quelle "normannizzate" come i Borrello di stirpe franca.
Inoltre, dagli Altavilla discesero alcune importanti famiglie italiane quali i Mazzarino, i Ruggieri, suddivisi a loro volta in due rami cadetti, i Ruggieri provenienti originariamente dal basso Salento, stanziatisi a Lecce e nella provincia, ed i Ruggieri di Salerno, i Gesualdo, i Loffredo, i Maniaci Ventimiglia, i Rosso, i Gentile di Barletta e Bitonto. Come simbolo araldico adottarono il leone.

## Sepoltura familiare

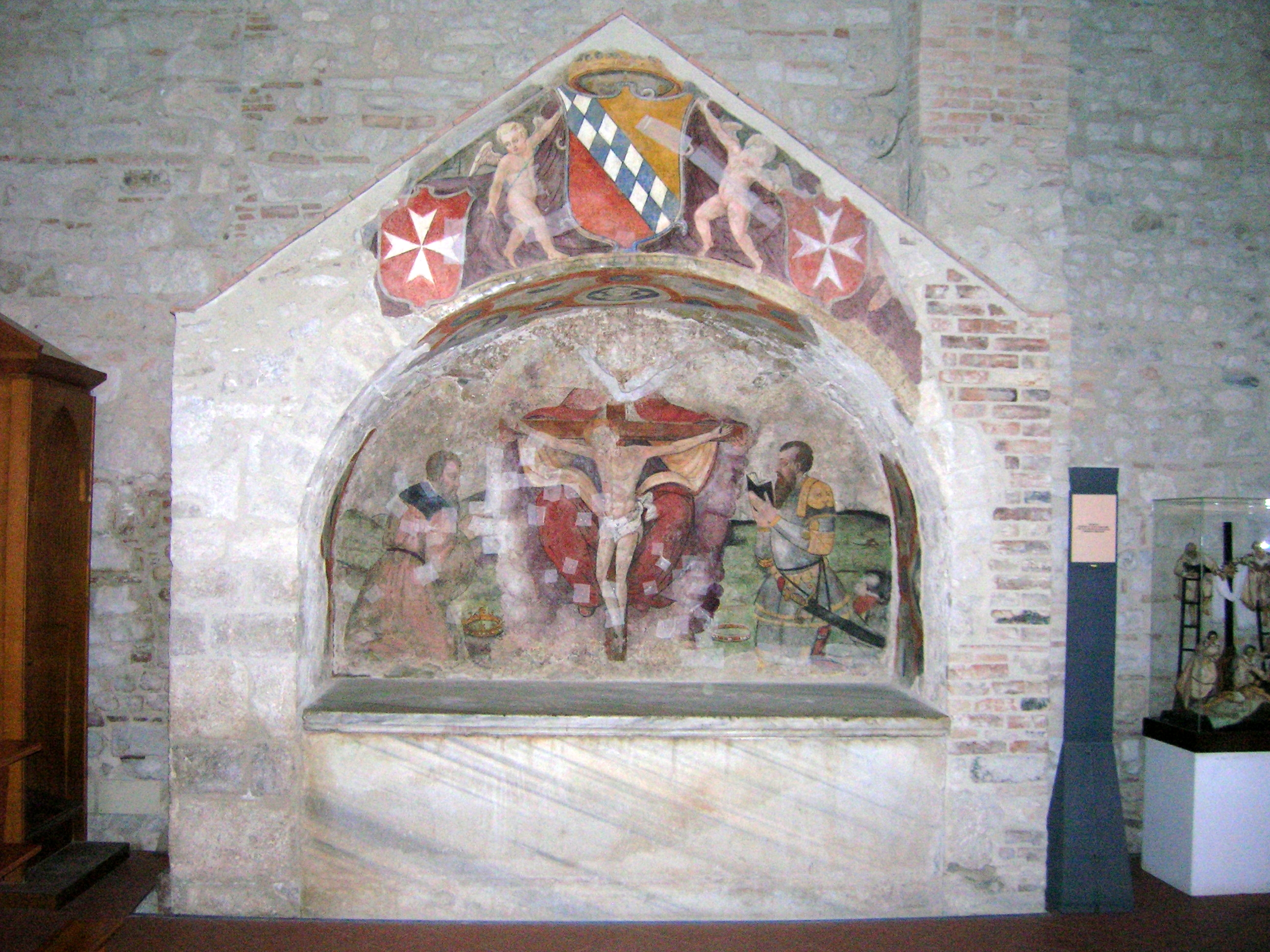
Tomba familiare degli Altavilla, abbazia della Santissima Trinità, a Venosa

Roberto il Guiscardo designa l'abbazia della Santissima Trinità di Venosa come sepoltura familiare degli Altavilla, luogo dove aveva già collocato le spoglie dei suoi fratelli maggiori e dove egli stesso è sepolto.

## Genealogia
| Tancredi (980-990 - c.1041) - Sposa (1) Muriella; (2) Fresenda. |  | |  | |
|                                                                 |  | (1) Serlone I (c.1000 - ?) - Rimane in Normandia. |  | |
|                                                                 |  | |  | |
|                                                                 |  | |  | Serlone II (c.1040 - 1072) - Signore di Geraci. Sposa Aldruda de' Moulins.                                            |
|                                                                 |  | |  | |
|                                                                 |  | |  | Serlone III - Signore di Geraci (1066 - ?).                                                                           |
|                                                                 |  | |  | |
|                                                                 |  | (1) Beatrice (c.1005 - ?) - Sposa (1) Ermanno d'Eu; (2) Ruggero. |  | |
|                                                                 |  | |  | |
|                                                                 |  | |  | (1) Roberto di Montescaglioso (c. 1025 - 1080)                                                                        |
|                                                                 |  | |  | |
|                                                                 |  | |  | Unfredo di Montescaglioso (c. 1045 - c. 1095)                                                                         |
|                                                                 |  | |  | |
|                                                                 |  | (2) Goffredo, conte di Conversano (c. 1035 - 1100) |  | |
|                                                                 |  | |  | |
|                                                                 |  | (1) Guglielmo Braccio di Ferro (c.1010 - 1046) - 1º conte di Puglia (1042). Sposa Guida, figlia di Guido di Salerno. |  | |
|                                                                 |  | |  | |
|                                                                 |  | (1) Drogone (c.1015 - 1051) - 2º conte di Puglia (1046). Sposa Gaitelgrima di Salerno (Altrude). |  | |
|                                                                 |  | |  | |
|                                                                 |  | |  | Riccardo d'Altavilla (c. 1045 - c. 1110)                                                                              |
|                                                                 |  | |  | |
|                                                                 |  | (1) Umfredo (c.1020 - 1057) - 3º conte di Puglia (1051). Sposa (1) Matilda, figlia di Asclettino I Drengot; (2) Gaitelgrima di Salerno (Altrude), vedova del fratello Drogone.                                           |  | |
|                                                                 |  | |  | |
|                                                                 |  | |  | Abelardo (1044 - 1081)                                                                                                |
|                                                                 |  | |  | |
|                                                                 |  | Ermanno (c.1048 - 1097) |  | |
|                                                                 |  | |  | |
|                                                                 |  | Umfreda - Sposa Basileo Spadafora. |  | |
|                                                                 |  | |  | |
|                                                                 |  | (1) Goffredo (c.1020 - 1071) - Conte di Capitanata. Sposa (1) una donna normanna; (2) Teodora di Capaccio. |  | |
|                                                                 |  | |  | |
|                                                                 |  | |  | (1) Roberto I di Loritello (c.1050 - 1107)                                                                            |
|                                                                 |  | |  | |
|                                                                 |  | |  | Roberto II di Loritello (c.1080 - c.1135)                                                                             |
|                                                                 |  | |  | |
|                                                                 |  | |  | Guglielmo di Loritello (c.1110 - 1155c.)                                                                              |
|                                                                 |  | |  | |
|                                                                 |  | (1) Rodolfo di Catanzaro - Sposa Berta. |  | |
|                                                                 |  | |  | |
|                                                                 |  | |  | Goffredo di Catanzaro                                                                                                 |
|                                                                 |  | |  | |
|                                                                 |  | Raimondo di Catanzaro - Sposa Sighelgaita. |  | |
|                                                                 |  | |  | |
|                                                                 |  | |  | Clemenzia di Catanzaro - Contessa di Catanzaro. Sposa Ugo Lupino.                                                     |
|                                                                 |  | |  | |
|                                                                 |  | |  | Ugo di Catanzaro |
|                                                                 |  | |  | |
|                                                                 |  | (1) Guglielmo di Tiriolo |  | |
|                                                                 |  | |  | |
|                                                                 |  | (2) Tancredi |  | |
|                                                                 |  | |  | |
|                                                                 |  | (2) Roberto il Guiscardo (c.1025 - 1085) - Conte di Puglia e di Calabria (1057), poi duca di Puglia e Calabria (1059). Sposa (1) 1051 Alberada di Buonalbergo; (2) 1058 Sichelgaita di Salerno.                          |  | |
|                                                                 |  | |  | |
|                                                                 |  | |  | (1) Emma (c.1052 - ) - Sposa Oddone di Bonmarchis.                                                                    |
|                                                                 |  | |  | |
|                                                                 |  | |  | Tancredi, principe di Galilea (c.1072 - 1112)                                                                         |
|                                                                 |  | |  | |
|                                                                 |  | (1) Boemondo I (c.1055 - 1111) - Principe di Taranto (1085), principe di Antiochia (1098). Sposa Costanza, figlia di Filippo I di Francia.                                                                               |  | |
|                                                                 |  | |  | |
|                                                                 |  | |  | Boemondo II (1108 - 1131) - Principe di Antiochia e di Taranto (1126). Sposa Alice di Antiochia.                      |
|                                                                 |  | |  | |
|                                                                 |  | |  | Costanza d'Antiochia (1127 - 1163) - Sposa (1) Raimondo di Poitiers; (2) Rinaldo di Châtillon, principe di Antiochia. |
|                                                                 |  | |  | |
|                                                                 |  | |  | (1) Boemondo III di Antiochia (1144 - 1201)                                                                           |
|                                                                 |  | |  | |
|                                                                 |  | Elisa - Sposa Raimondo, duca d'Austria. |  | |
|                                                                 |  | |  | |
|                                                                 |  | (1-2) Olimpia o Elena (prima del 1060 - ?) - Sposa Costantino Ducas. |  | |
|                                                                 |  | |  | |
|                                                                 |  | (1-2) Heria (prima del 1060 - ?) - Sposa Ugo V del Maine. |  | |
|                                                                 |  | |  | |
|                                                                 |  | (2) Matilde o Mafalda (1059 - 1112) - Sposa Raimondo Berengario II di Barcellona. |  | |
|                                                                 |  | |  | |
|                                                                 |  | (2) Ruggero Borsa (c.1060 - 1111) - Duca di Puglia, di Calabria e di Sicilia (1085). Sposa Adelaide di Fiandra. |  | |
|                                                                 |  | |  | |
|                                                                 |  | |  | Guglielmo II, duca di Puglia (1095 - 1127) - Sposa nel 1114 Guadalgrima di Caiazzo.                                   |
|                                                                 |  | |  | |
|                                                                 |  | (2) Guido duca di Amalfi (1061 - 1108) |  | |
|                                                                 |  | |  | |
|                                                                 |  | (2) Roberto detto Scalio (c.1065 - 1110) |  | |
|                                                                 |  | |  | |
|                                                                 |  | (2) Sibilla - Sposa Ebles di Roucy |  | |
|                                                                 |  | |  | |
|                                                                 |  | (2) Mabilia - Sposa Guglielmo di Grandmesnil. |  | |
|                                                                 |  | |  | |
|                                                                 |  | (2) Malgerio (c.1025 - 1064) - Conte di Capitanata (1057). |  | |
|                                                                 |  | |  | |
|                                                                 |  | (2) Guglielmo (c.1030 - c.1080) - Conte del Principato di Salerno (1056). Sposa Maria, figlia di Guido di Sorrento. |  | |
|                                                                 |  | |  | |
|                                                                 |  | |  | Roberto di Salerno (c. 1050 - c. 1110) - Conte del Principato di Salerno (c.1080).                                    |
|                                                                 |  | |  | |
|                                                                 |  | Tancredi di Salerno (c. 1055 - c. 1110) - Conte di Siracusa (c.1091). |  | |
|                                                                 |  | |  | |
|                                                                 |  | Riccardo di Salerno (c. 1060 - 1114) - Sposa una sorella di Tancredi principe di Galilea. |  | |
|                                                                 |  | |  | |
|                                                                 |  | |  | Maria - Sposa Joscelin I di Edessa.                                                                                   |
|                                                                 |  | |  | |
|                                                                 |  | Ruggero di Salerno (? - 1119) - Reggente d'Antiochia. Sposa Odierna di Rethel. |  | |
|                                                                 |  | |  | |
|                                                                 |  | (2) Alveredo o Alfredo - Rimase in Normandia. |  | |
|                                                                 |  | |  | |
|                                                                 |  | (2) Tancredi - Venuto in Italia e scomparso. |  | |
|                                                                 |  | |  | |
|                                                                 |  | (2) Emma (c.1030 - ?) - Sposa Eudes. |  | |
|                                                                 |  | |  | |
|                                                                 |  | (2) Fredesenda (1030 - 1097) - Sposa Riccardo I di Aversa. |  | |
|                                                                 |  | |  | |
|                                                                 |  | (2) RUGGERO I (c.1031 - 1101) - Conte di Sicilia (1062). Sposa (1) nel 1061 Giuditta di Evreux (1050-1076); (2) nel 1077 Eremburga di Mortain (†1087); (3) nel 1087 Adelasia del Vasto (1074-1118).                      |  | |
|                                                                 |  | |  | |
|                                                                 |  | |  | (0) Giordano (1060 c.-1092)                                                                                           |
|                                                                 |  | |  | |
|                                                                 |  | (1) Matilde (1062 - 1094) - Sposa Raimondo IV di Tolosa. |  | |
|                                                                 |  | |  | |
|                                                                 |  | (1) Flandina - Sposa Ugo di Jersey, poi Enrico del Vasto. |  | |
|                                                                 |  | |  | |
|                                                                 |  | (1) Emma - Sposa Rodolfo Maccabeo, conte di Montescaglioso. |  | |
|                                                                 |  | |  | |
|                                                                 |  | (0) Goffredo (1080 c.-1120) - 1º conte di Ragusa. |  | |
|                                                                 |  | |  | |
|                                                                 |  | |  | Silvestro di Marsico (c. 1110 - 1162) - 1º conte di Marsico.                                                          |
|                                                                 |  | |  | |
|                                                                 |  | (2) Felicia (o Busilla) (c.1078 - 1102) - Sposa Colomanno d'Ungheria. |  | |
|                                                                 |  | |  | |
|                                                                 |  | (2) Malgerio (c.1080 - c.1100) - Conte di Troina. |  | |
|                                                                 |  | |  | |
|                                                                 |  | (2) Muriella (c.1080 - 1119) - Sposa Giosberto de Luci. |  | |
|                                                                 |  | |  | |
|                                                                 |  | (2) Costanza (c.1082 - ?) - Sposa Corrado di Lorena. |  | |
|                                                                 |  | |  | |
|                                                                 |  | (2) Giuditta (c.1085 - ?) - Sposa Roberto I di Bassavilla. |  | |
|                                                                 |  | |  | |
|                                                                 |  | (3) Matilde (c.1090 - c.1139) - Sposa (2) Rainulfo III di Alife. |  | |
|                                                                 |  | |  | |
|                                                                 |  | (3) Simone di Sicilia (1093 - 1105) |  | |
|                                                                 |  | |  | |
|                                                                 |  | (3) RUGGERO II (1095 - 1154) - Conte (1105) poi re di Sicilia (1130). Sposa (1) 1116 Elvira Alfonso di Castiglia (1097 - 1135); (2) 1149 Sibilla di Borgogna (1126 - 1150); (3) 1151 Beatrice di Rethel (c.1135 - 1185). |  | |
|                                                                 |  | |  | |
|                                                                 |  | |  | (1) Ruggero (1118 - 1148) - Duca di Puglia e Calabria. Sposa 1140 Isabella di Blois da Emma dei Conti di Lecce.       |
|                                                                 |  | |  | |
|                                                                 |  | |  | TANCREDI (1138 - 1194) - Conte di Lecce, re di Sicilia (1189 - 1194). Sposa Sibilla di Medania.                       |
|                                                                 |  | |  | |
|                                                                 |  | |  | Ruggero (1175 - 1193) - Sposa Irene Angelo.                                                                           |
|                                                                 |  | |  | |
|                                                                 |  | Costanza - Sposa Pietro Ziani, doge della Repubblica di Venezia. |  | |
|                                                                 |  | |  | |
|                                                                 |  | Valdrada - Sposa Jacopo Tiepolo, doge della Repubblica di Venezia. |  | |
|                                                                 |  | |  | |
|                                                                 |  | Maria Albina (c.1175 - 1234) - Contessa di Lecce. Sposa 1200 Gualtieri III di Brienne. |  | |
|                                                                 |  | |  | |
|                                                                 |  | GUGLIELMO III (1185 - 1198) - Re di Sicilia (1194). |  | |
|                                                                 |  | |  | |
|                                                                 |  | (1) Tancredi (c.1120 - 1138) - Principe di Bari. |  | |
|                                                                 |  | |  | |
|                                                                 |  | (1) Alfonso (c.1122 - 1144) - Duca di Napoli. |  | |
|                                                                 |  | |  | |
|                                                                 |  | (1) GUGLIELMO I il Malo (1131 - 1166) - Re di Sicilia (1154 - 1166). Sposa Margherita di Navarra. |  | |
|                                                                 |  | |  | |
|                                                                 |  | |  | Ruggero (1150 - 1161) - Duca di Puglia.                                                                               |
|                                                                 |  | |  | |
|                                                                 |  | GUGLIELMO II il Buono (1153 - 1189) - Re di Sicilia (1166 - 1189). Sposa nel 1177 Giovanna d'Inghilterra (1165-1199). |  | |
|                                                                 |  | |  | |
|                                                                 |  | Enrico (1158 - 1172) - Principe di Capua. |  | |
|                                                                 |  | |  | |
|                                                                 |  | Matina - Sposa Margarito da Brindisi. |  | |
|                                                                 |  | |  | |
|                                                                 |  | (1) Adelicia (? - c.1130) - Sposa Gozzolino di Loreto. |  | |
|                                                                 |  | |  | |
|                                                                 |  | (N) Simone di Taranto |  | |
|                                                                 |  | |  | |
|                                                                 |  | (3) Costanza (1154 - 1198) - Sposa Enrico VI, imperatore (1165 - 1197). |  | |
|                                                                 |  | |  | |
|                                                                 |  | |  | Federico II (1194 - 1250) - Imperatore.                                                                               |
|                                                                 |  | |  | |
|                                                                 |  | |  | Manfredi I di Svevia                                                                                                  |
|                                                                 |  | |  | |

## Cronologia

### Conti di Puglia e Calabria (1043-1059)
- Guglielmo Braccio di Ferro (1043-1046)
- Drogone (1046-1051)
- Umfredo (1051-1057)
- Roberto il Guiscardo (1057-1059)

### Duchi di Puglia e Calabria (1059-1130)
- Roberto il Guiscardo (1059-1085)
- Ruggero Borsa (1085-1111)
- Guglielmo II (1111-1127)
- Ruggero II (1127-1130)

### Conti di Sicilia (1061-1130)
- Ruggero I (1061-1101)
- Simone (1101-1105)
- Ruggero II (1105-1130)

### Re di Sicilia (1130-1194)
- Ruggero II (1130-1154)
- Guglielmo I (1154-1166)
- Guglielmo II (1166-1189)
- Tancredi (1189-1194)
- Ruggero III (Non incoronato)
- Guglielmo III (1194-1194)
- Costanza (1194-1198)

### Principi d'Antiochia (1098-1163)
- Boemondo I (1098-1111)
- Boemondo II (1111-1130)
- Costanza (1130-1163)